# 菜市口大街
39°53′04″N 116°22′06″E / 39.88441°N 116.36826°E
菜市口大街是位于中国北京市西城区南部的一条大街。

## 简介

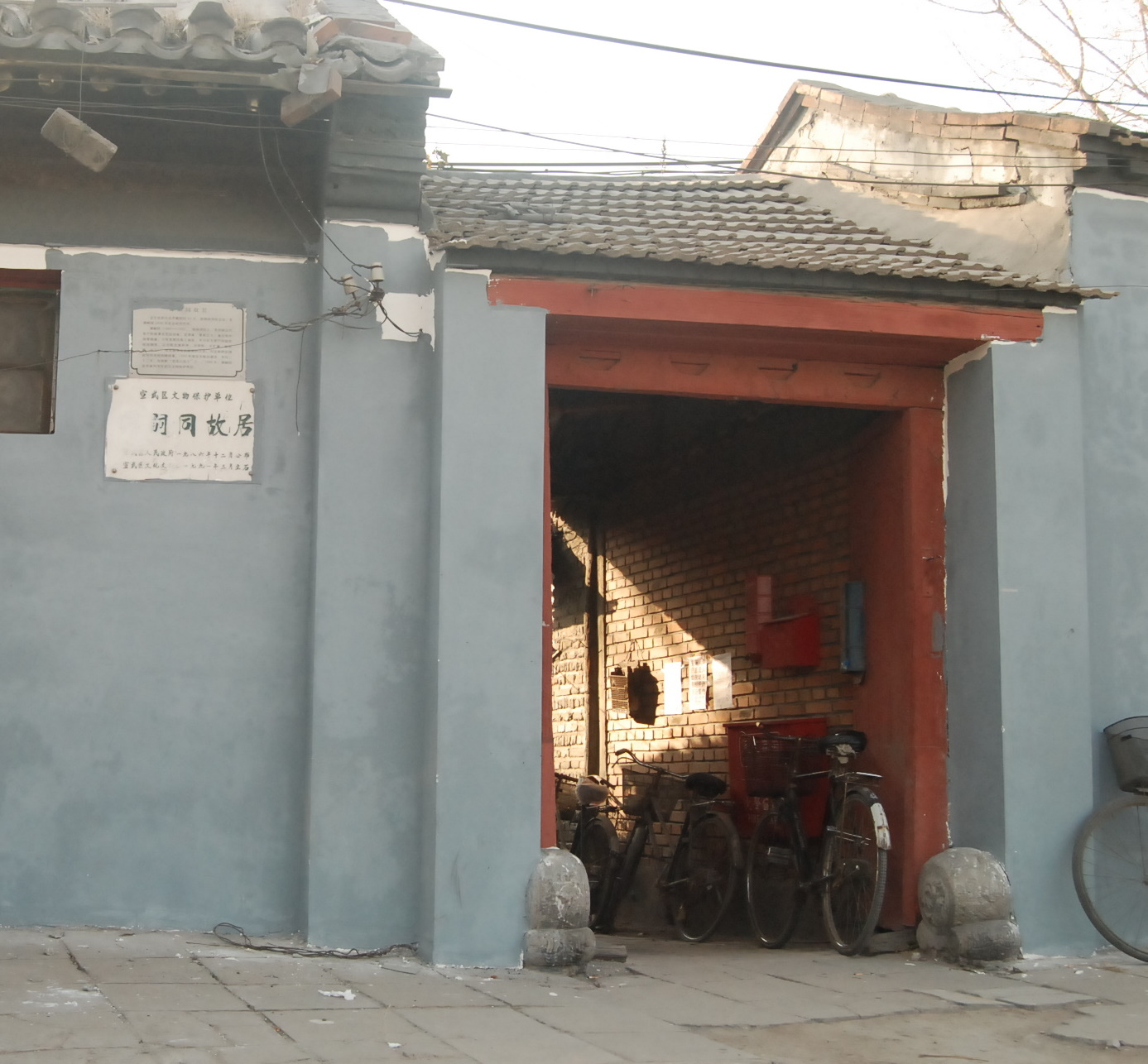
现位于菜市口大街路西的浏阳会馆（谭嗣同故居）

菜市口大街北起菜市口，与宣武门外大街、广安门内大街、骡马市大街连接，南到南二环开阳桥。1998 年前后，北京市人民政府、宣武区人民政府将菜市口丁字街向南打通，成为菜市口大街，有八百年历史的菜市口丁字街由此变为十字路口。1999年8月，菜市口大街正式建成。由此，菜市口胡同、北半截胡同、官菜园上街、儒福里、育新街等胡同和道路消失。
此次新建的菜市口大街全长两千多米，宽七十米。向南跨北京外城南护城河与南二环路相通。道路横断面是四幅路，另设过街天桥四座。拆迁费及工程总建设项目投资将近三十亿元。
2008年3月，在宣武区大吉片拆迁中，拆除了3处文物建筑，即南横东街的华严庵（原为会同四译馆）、米市胡同115号的米市胡同关帝庙（亦为潘祖荫祠）、菜市口胡同84号的潮州会馆，此后在南横东街与菜市口大街交口处的东北角复建了这三组建筑（名为复建，实际上是毁灭性拆毁后新建），其中米市胡同关帝庙、华严庵已经被开发商出租开作饭店。